# 哥伦布国际电影电视节
哥伦布国际电影电视节（Columbus International Film & Video Festival） 是美国俄亥俄州哥伦布市 ，每年举办的电影节。 其目的是鼓励和促进使用电影和电视教育和各种形式的交流。 它是在每年11月举行。
这是在北美历史最悠久的电影节 ，由1952年存在至今。
本组织自20世纪80年代一直被称为哥伦布国际电影电视展。 作为一个有竞争力的节日，它也被称为“克里斯奖”（The Chris Awards）。 电影节是由一名保荐人的数量，包括俄亥俄州艺术委员会（Ohio Arts Council）和哥伦布设计与艺术学院（ Columbus College of Art & Design）。 
哥伦布电影节自1952年以来一直存在，但在此前以举行的哥伦布电影协会（Columbus Film Council）为基础。
每类别奖项的有以下内容：
- 艺术
- 商业及工业
- 儿童及青少年
- 教育与信息
- 娱乐
- 人文
- 心理健康
- 身体健康
- 宗教
- 科技
- 社会问题
- 战争与和平
- 网上互动
- 印刷媒体
- 学生竞赛